# Ernst von Lasaulx
Peter Ernst von Lasaulx (Koblenz, 1805. március 16. – München, 1861. május 10.) német filológus és filozófiatörténész.

## Élete
1824-30 között tanult Bonnban, azután hosszabb ideig tartózkodott Bécsben, Rómában, Athénben, Konstantinápolyban, Jeruzsálemben, majd 1835-ben egyetemi tanár lett Würzburgban, ahonnan egy évtized múlva került Münchenbe. Itt 1844-től a filológia és esztétika tanára és országgyűlési képviselő volt. Életét megírta Holland (1861). Alapos tudós és kellemes író, de erős katolikus irányzattal, mely miatt 1847-49-ben fel is volt függesztve a hivatalától. Mint politikus is ultramontán álláspontot foglalt el, de az egyház azért négy művét mégis fölvette az indexbe.

## Főbb művei
- Der Untergang des Hellenismus (1854)
- Die theologische Grundlage aller philosophischen Systeme (1856)
- Neuer Versuch einer alten, auf die Wahrheit der Thatsachen gegründeten Philosophie der Geschichte (1856)
- Des Sokrates Leben, Lehre und Tod (1857)
- Die prophetische Kraft der menschlichen Seele in Dichtern und Denkern (1858)
- Die Philosophie der schönen Künste (1860)